# Kirsten Münchow
Kirsten Münchow (Rehren, Alemania, 21 de enero de 1977), también llamada Kirsten Klose, es una atleta alemana retirada, especializada en la prueba de lanzamiento de martillo en la que llegó a ser medallista de bronce olímpica en 2000.

## Carrera deportiva
En los JJ. OO. de Sídney 2000 ganó la medalla de bronce en el lanzamiento de martillo, con una marca de 69.28 m, tras la polaca Kamila Skolimowska (oro con 71.16 m) y la rusa Olga Kuzenkova (plata con 69,77 m).